# Palisota lagopus
Palisota lagopus är en himmelsblomsväxtart som beskrevs av Gottfried Wilhelm Johannes Mildbraed. Palisota lagopus ingår i släktet Palisota och familjen himmelsblomsväxter. Inga underarter finns listade.